# In and Out
In and Out è un cortometraggio muto del 1914. Il nome del regista non viene riportato nei credit del film. Fu prodotto dalla The Essanay Film Manufacturing Company e distribuito dalla General Film Company. Il protagonista era Wallace Beery.
Il film uscì in sala il 3 agosto 1914.

## Produzione
Il film fu prodotto dall'Essanay Film Manufacturing Company.

## Distribuzione
Distribuito dalla General Film Company, il film - un cortometraggio di una bobina - uscì nelle sale cinematografiche USA il 3 agosto 1914. Viene citato in Moving Picture World del 1º agosto 1914.